# Carl I. Hagen
Carl Ivar Hagen, född 6 maj 1944 i Oslo, är en norsk politiker och ekonom som mellan 1978 och 2006 var partiledare för Fremskrittspartiet. Hagen var ledamot av Stortinget 1974–1977 och 1981–2009. Mellan 2005 och 2009 var han vice stortingspresident, vilket motsvarar den svenska titeln förste vice talman.
Hagen blev 1973 partisekreterare för Anders Langes Parti, idag Fremskrittspartiet, och från 1978 till 2006 var han dess partiledare. Till skillnad från Lange, som var en gammaldags rabulist, hade Hagen som partiledare för Fremskrittspartiet ett nyliberalt budskap med populistiska undertoner som främst riktade sig till unga väljare, kombinerat med ett främlingsfientligt budskap, något som anses ha medverkat starkt till partiets politiska framgångar.